# Bradley Davies
Bradley Scott Davies (* 9. Januar 1987 in Llantrisant, Rhondda Cynon Taf, Glamorgan) ist ein walisischer Rugby-Union-Spieler, der in der zweiten Reihe spielt. Er ist für die Cardiff Blues und die walisische Nationalmannschaft aktiv.
Davies wurde mit 14 Jahren entdeckt und durchlief alle Jugendnationalmannschaften des Landes. Dabei gelang ihm mit der U19-Auswahl der Gewinn des Grand Slam bei den Six Nations dieser Altersklasse. In derselben Saison lief er erstmals für die Blues in der Magners League auf. Im Sommer 2008 wurde er zum ersten Mal in die Reihen der Nationalmannschaft unter Warren Gatland berufen, konnte aber aufgrund einer Knöchelverletzung nicht spielen. Sein tatsächliches Debüt für Wales gab er bei den Six Nations 2009 gegen Schottland. Im selben Jahr gewann er mit den Blues den Anglo-Welsh Cup.